# Britannische Sprachen
Die britannischen Sprachen sind eine Untergruppe der keltischen Sprachen, die in Großbritannien (hauptsächlich auf dem Gebiet des heutigen England und Wales) und in der Bretagne gesprochen wurden bzw. heute noch gesprochen werden. Zu den britannischen Sprachen zählen Walisisch, das bereits im Mittelalter ausgestorbene Kumbrisch, Bretonisch und Kornisch.

## Klassifikation
Die britannischen Sprachen gehören zu den inselkeltischen Sprachen, eine Untergruppe der keltischen Sprachen, die wiederum ein Zweig der indogermanischen Sprachfamilie sind. Zu den inselkeltischen Sprachen zählen neben den britannischen Sprachen noch die goidelischen Sprachen (u. a. Irisch und schottisches Gälisch), die in Irland und Schottland gesprochen werden.
Eine weitere Unterteilung der keltischen Sprachen aus der älteren sprachwissenschaftlichen Forschung ist die in p-keltische und q-keltische Sprachen: Als p-keltische Sprachen werden alle keltischen Sprachen bezeichnet, in denen der indoeuropäische Labiovelar /kw/ zum Labial /p/ wurde. Im Gegensatz dazu wurde in q-keltischen Sprachen /kw/ zu /k/ vereinfacht. Die britannischen Sprachen werden in diesem Rahmen zur Untergruppe der p-keltischen Sprachen, während die goidelischen Sprachen q-keltisch sind. Die Klassifikation der keltischen Sprachen in p-keltisch und q-keltisch ist in der Forschung jedoch inzwischen umstritten.
Zu den britannischen Sprachen gehören das Walisische (oder Kymrisch, walisisch: Cymraeg), das außerhalb von Wales auch noch in Patagonien gesprochen wird, wohin es durch walisische Auswanderer gelangte. Kumbrisch, das bis etwa ins 10. Jahrhundert im englischen Cumberland und im südlichen Schottland gesprochen wurde, ist ausgestorben und nur spärlich belegt, ist aber möglicherweise mit Walisisch eng verwandt. Die kornische Sprache (kornisch: Kernowek), benannt nach Cornwall ist im 18. Jahrhundert ausgestorben, aber mittlerweile in Teilen wiederbelebt. Die bretonische Sprache (bretonisch: Brezhoneg), auch wenn sie auf dem europäischen Kontinent gesprochen wird, zählt zu den britannischen Sprachen, denn sie ist die Sprache der Nachfahren keltischer Auswanderer aus dem Südwesten des heutigen Englands. Bretonisch und Kornisch sind eng verwandt und werden von einigen Forschern in eine südwestbritannische Gruppe eingeordnet.
Das Piktische, eine der ursprünglich in Schottland gesprochenen Sprachen, starb vermutlich mit dem Fall des letzten piktischen Königtums im 9. Jahrhundert aus. Zu den Vorschlägen, die zum Piktischen gemacht wurden, ist neben der Einordnung als einer prä-indogermanischen Sprache auch, das Piktische als p-keltische Sprache zu klassifizieren. Das Piktische ist jedoch so spärlich belegt, dass eine linguistische Einordnung schwierig ist.

## Ursprünge und Geschichte

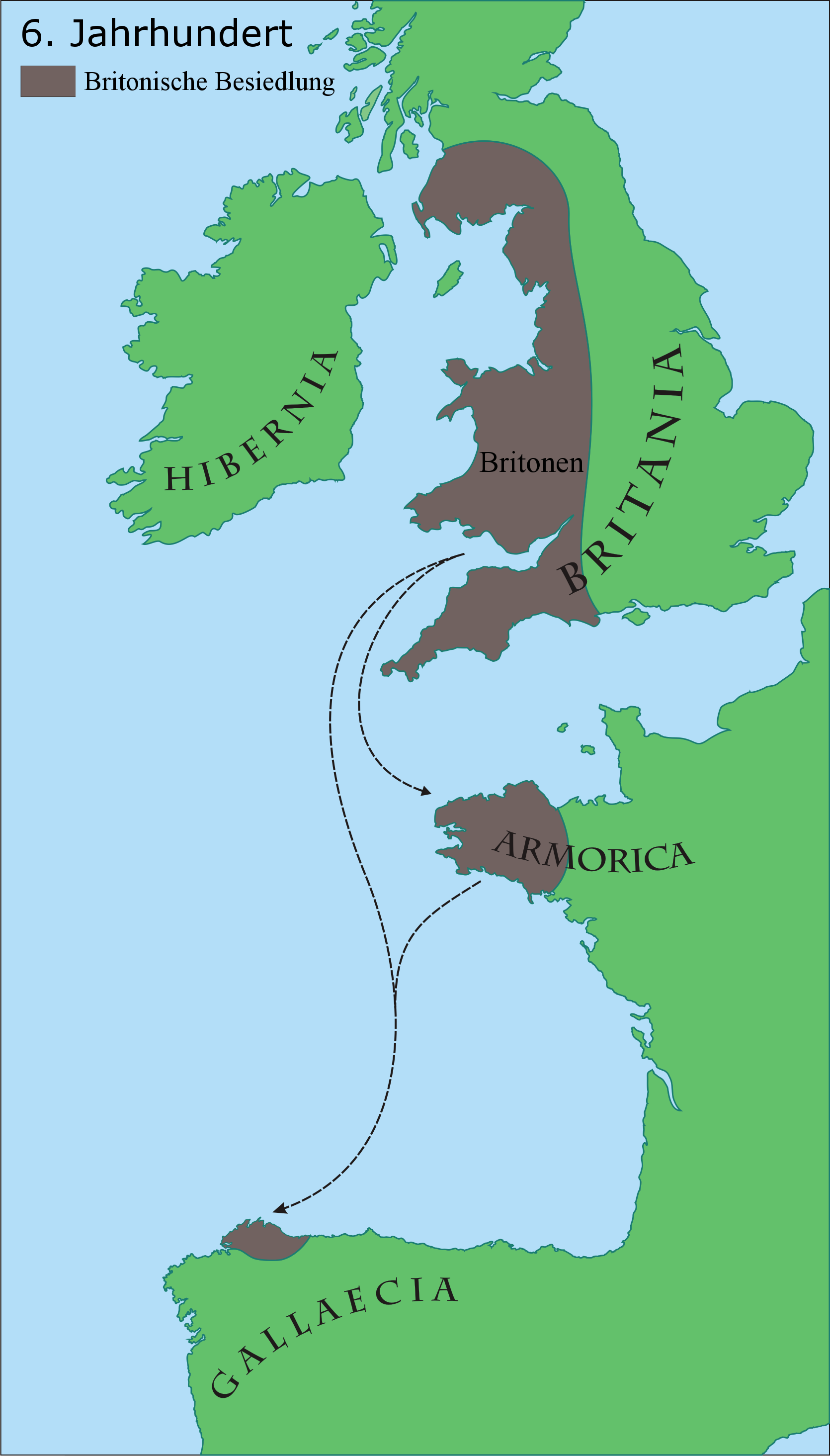
Verbreitung von britannischen Sprachen um 600

Die Anfänge der britannischen Sprachen gehen auf die keltischen Bewohner Britanniens vor der römischen Eroberung der Insel 43 A.D. zurück. Wann die Kelten die britischen Inseln besiedelten, ist mangels Quellen nicht zu ermitteln, die Forschung schätzt einen Zeitraum zwischen dem 5. bis 1. Jahrhundert vor unserer Zeitrechnung als am wahrscheinlichsten ein. Auf der Basis der geografischen Verbreitung von keltischen Orts- und Flussnamen schließt die sprachwissenschaftliche Forschung, dass keltische Idiome im gesamten heutigen Großbritannien gesprochen wurde, mit der Ausnahme von den Gebieten Schottlands nördlich vom Firth of Clyde und Firth of Forth. Die frühesten schriftlichen Quellen des britannischen Keltisch sind einige Personennamen auf Münzen und einzelne Erwähnungen in lateinischen und griechischen Quellen. Ungefähr vor 2000 Jahren teilte sich das Inselkeltische in seine beiden Zweige Goidelisch und Britannisch auf. Im heutigen England, südlichen Schottland und Wales handelte es sich bei der gesprochenen Sprache um einen Vorfahren der späteren britannischen Sprachen, in der Forschung als Gemeinbritannisch oder Proto-Britannisch bezeichnet.
Um 600 müssen sich die einzelnen Dialekte des Britannischen von einem ursprünglichen Dialektkontinuum in einzelne Sprachen auseinanderentwickelt haben. Die frühesten Belege für eine eigenständige Entwicklung des Walisischen etwa stammen aus dem 6. und 7. Jahrhundert, wobei es sich vor allem Orts- und Personennamen sowie Einzelwörter in lateinischen Quellen handelt. Diese Sprachstufe wird als Frühwalisisch bezeichnet. Kumbrisch, eine dem Walisischen nah verwandte Sprache, wurde in Cumbria, dem nördlichen Northumberland und in den schottischen Central Lowlands gesprochen. Die kornische Sprache trennte sich etwa im 6. Jahrhundert vom Gemeinbritannischen. Die Aufspaltung des britannischen Dialektkontinuums in einzelne Sprachen könnte durch den Einfall der Angelsachsen in Britannien verursacht sein, wodurch die einzelnen verbleibenden keltischen Sprachgebiete (Wales, Cornwall, Gebiete im heutigen nördlichen England und südlichen Schottland) voneinander getrennt wurden. Vom 5. bis zum 7. Jahrhundert übersiedelten außerdem südwest-britannische Stämme aufgrund des Drucks der vordringenden Angelsachsen nach Aremorica, die heutige Bretagne, und nahmen ihre Sprache mit. Aus der Variante, die in der Bretagne gesprochen wurde, entwickelte sich das heutige Bretonisch.
Die britannischen Sprachen waren mit der Verbreitung der englischen Sprache (und der französischen Sprache in Frankreich) danach mehr und mehr auf dem Rückzug. Das Kumbrische überlebte bis etwa ins 10. Jahrhundert und ist heute nur noch in Spuren in Ortsnamen und bis ins 20. Jahrhundert im Zählsystem von Schafhirten erhalten. Das kornische Sprachgebiet umfasste im 17. Jahrhundert nur noch den westlichsten Teil Cornwalls. Ende des 18. Jahrhunderts starb die kornische Sprache aus. Im 20. Jahrhundert wurden jedoch Versuche unternommen, die Sprache wiederzubeleben. Walisisch und Bretonisch werden trotz Rückgang der Zahl der Muttersprachler heute noch gesprochen.